# Bernard Janusz Albin
Bernard Janusz Albin (ur. 20 sierpnia 1936 w Kraśniku) – historyk, politolog, działacz polityczny. 

## Życiorys
Absolwent historii na Uniwersytecie Marii Curie-Skłodowskiej w Lublinie. Pracę zawodową rozpoczynał jako pracownik etatowy Komitetu Powiatowego PZPR w Sycowie. Od 1968 roku związany z Biblioteką Zakładu Narodowego im. Ossolińskich tzw. Ossolineum we Wrocławiu, gdzie w latach 1971–1990 pełnił funkcję dyrektora. Jest autorem  monografii Zakład Narodowy im. Ossolińskich w latach 1946-1953 (wyd. Wrocław 1990). W 1990 podjął pracę na Wydziale Nauk Społecznych Uniwersytetu Wrocławskiego. W 1993 roku z rąk prezydenta Lecha Wałęsy otrzymał tytuł profesora zwyczajnego. W latach 1999–2005 był dziekanem Wydziału Nauk Społecznych Uniwersytetu Wrocławskiego. Był także kierownikiem Zakładu Badań nad Europą Wschodnią w Instytucie Studiów Międzynarodowych Uniwersytetu Wrocławskiego. Następnie był wykładowcą w Dolnośląskiej Wyższej Szkole Przedsiębiorczości i Techniki w Polkowicach.